# Большой тинаму
Большой тинаму (лат. Tinamus major) — вид птиц семейства тинаму родом из Центральной и Южной Америки. Существует несколько подвидов, отличающиеся, в основном, своей окраской.

## Описание
Большой тинаму примерно 44 см в длину и весом 1,1 кг. По размерам и форме напоминает маленькую индейку. Цвет оперения изменяется от светлого до тёмно-оливкового зелёного с белыми горлом и брюхом, чёрными перепончатыми фалангами и коричневым одхвостьем. Макушка и шея рыжие, затылочный гребешок и брови чёрные. Ноги птицы сине-серого цвета. Все эти особенности позволяют большому тинаму быть хорошо замаскированным в нижних ярусах леса.
Большой тинаму имеет характерную вокализацию: три короткие, триольные, но мощные ноты, как у волынки, которые можно услышать в влажных тропических лесах ранним вечером.

## Таксономия

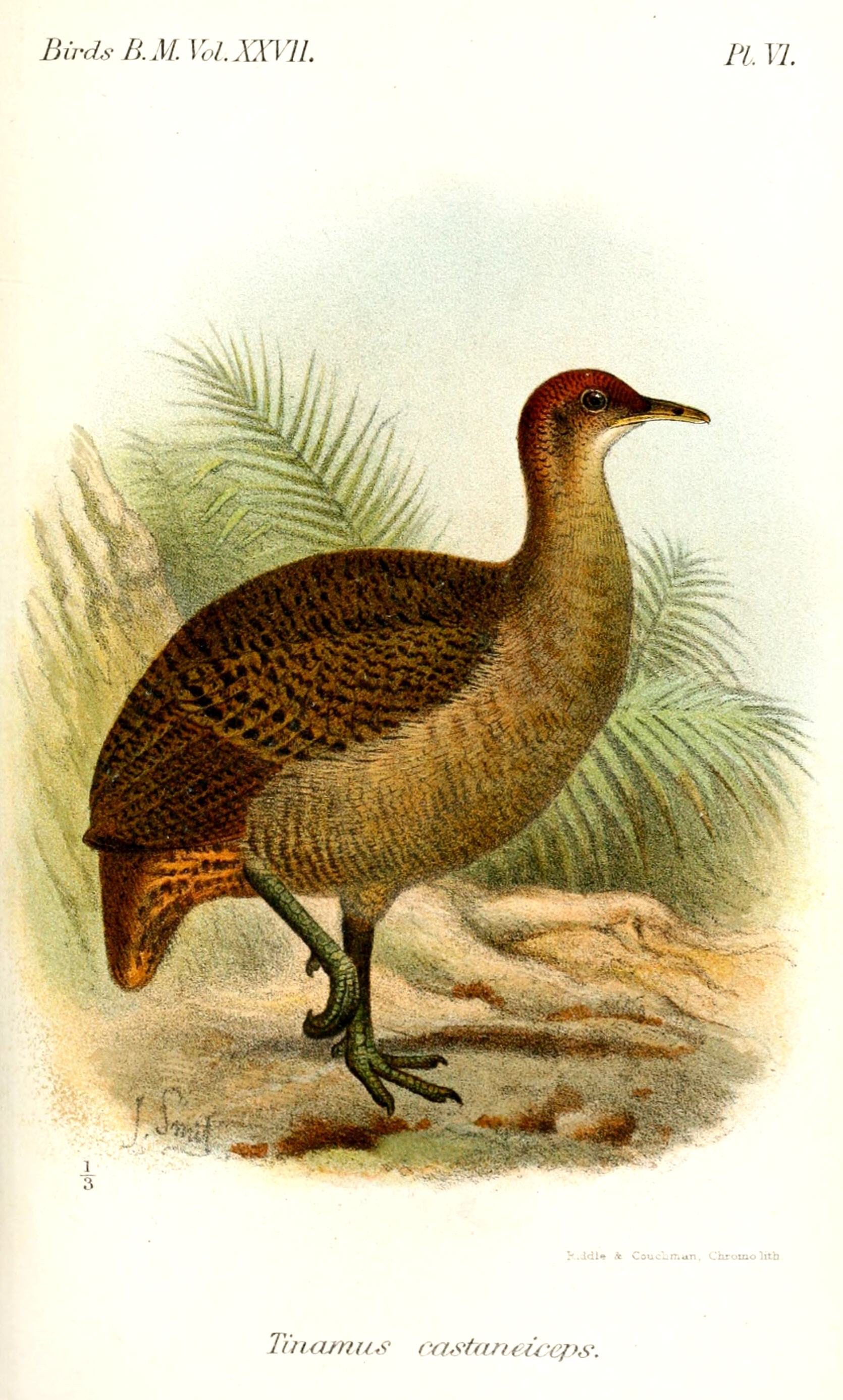
ПодвидT. m. castaneiceps

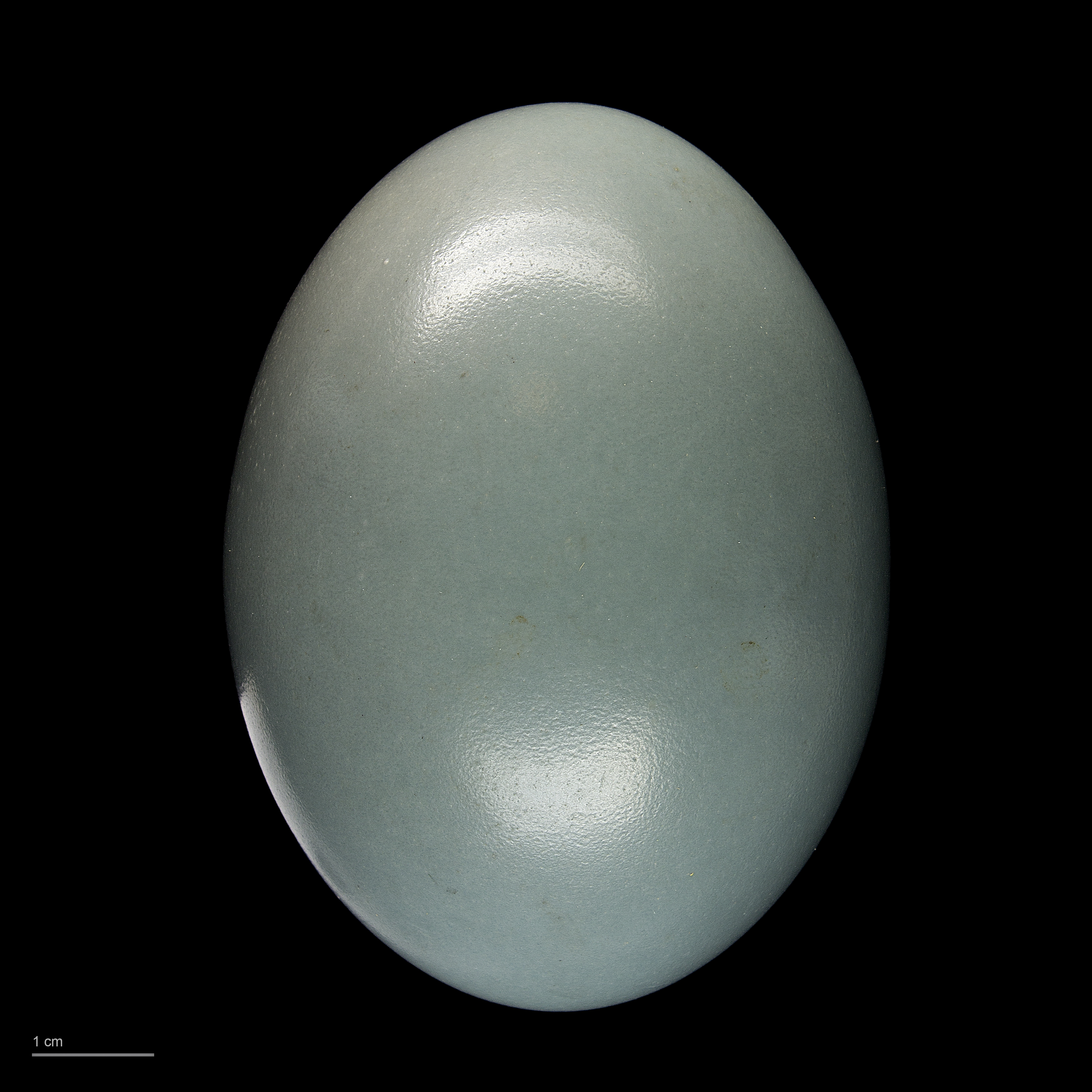
Tinamus major - Тулузский музей

Все виды из семейства тинаму относятся к кладе бескилевых. В отличие от многих бескилевых (страусы, эму, нанду), тинаму могут летать, хотя в целом, они не сильно приспособлены к полёту. Все бескилевые произошли от доисторических птиц.
Существует двенадцать подвидов:
- T. m. percautus — обитает на юго-востоке Мексики (полуостров Юкатан), в Белизе и департаменте Петен в Гватемале.
- T. m. robustus — обитает на юго-востоке Мексики, в Гватемале и на севере Никарагуа.
- T. m. fuscipennis — обитает на севере Никарагуа, в Коста-Рике и западной Панаме.
- T. m. castaneiceps — обитает на юго-западе Коста-Рики и западной Панаме.
- T. m. brunniventris — обитает в южной и центральной Панаме.
- T. m. saturatus — обитает на тихоокеанском склоне восточной Панамы и северо-западе Колумбии.
- T. m. latifrons — обитает на юго-западе Колумбии и в западном Эквадоре.
- T. m. zuliensis — обитает на северо-востоке Колумбии и северо-западе Венесуэлы.
- T. m. major — обитает в восточной Венесуэле, Гайане, Суринаме, Французской Гвиане и северо-востоке Бразилии.
- T. m. olivascens — обитает на Амазонке.
- T. m. peruvianus — обитает в юго-восточной Колумбии, восточном Эквадоре, восточной Боливии, западной Бразилии и на востоке Перу.
- T. m. serratus — обитает на крайнем юге Венесуэлы и северо-западе Бразилии.

Гмелин Иоганн опознал большого тинаму по экземпляру, найденному в Кайенне в 1789 году.

## Спаривание
На снимке справа[уточнить] — полигинандровые виды, один из которых является самцом, проявляющим исключительно родительскую заботу. Самки спаривается с самцом и откладывает в среднем четыре яйца, которые она затем высиживает до вылупления птенцов. Самец заботится о птенцах в течение 3 недель, после чего он покидает их, чтобы найти другую самку. Тем временем, самка оставляет кладки яиц вместе с другими самцами. Она может строить гнёзда с пятью или шестью самцами во время каждого сезона размножения, перекладывая все родительские обязанности на самцов. Сезон размножения длится с середины зимы и до конца лета. Яйца крупные, блестящие, ярко-синего или фиолетового цвета, а гнездо представляет собой примитивные кучи в корнях деревьев.
Кроме сезона спаривания, когда пары остаются вместе до тех пор, пока не вылупятся птенцы, большие тинаму ведут одиночный образ жизни и бродят по тёмным лесным насаждениям в поисках семян, плодов и мелких животных, таких как насекомые, пауки, лягушки и мелкие ящерицы в опавших листьях. Особенно они любят лавровые, анноновые, миртовые и сапотовые растения.

## Среда обитания
Большой тинаму живёт в субтропических и тропических лесах, таких как низменные вечнозелёные леса, прибрежные леса, болотные леса и горные леса на высоте от 300 до 1500 м. В отличие от других тинаму, большой тинаму не так сильно пострадал от вырубки лесов. Его гнездо можно найти у корней деревьев.

## Меры охраны
Этот вид имеет довольно обширный ареал (11 900 000 км²) и был оценен как находящийся под наименьшей угрозой согласно данным Международного союза охраны природы. 